# Мечеть Шейх Мухаммед
Мечеть Шейха Мухаммеда — историко-архитектурный памятник XVI века, мечеть. Расположена в Азербайджане в Государственном историко-культурном заповеднике «Басгал».

## История
Мечеть Шейха Мухаммеда была построена в 1531 году по приказу Пир Мухаммеда, сына Суфи Дервиша Али. Расположена в квартале Кялякючя посёлка Басгал. Во дворе мечети действовало медресе.
В 1928 году, в период советской оккупации Азербайджана, была начата официальная борьба с религией. В декабре того же года ЦК КП Азербайджана передал многие мечети, церкви и синагоги на баланс клубов для использования в просветительских целях. Если в 1917 году в Азербайджане было 3000 мечетей, то в 1927 году их было 1700, а в 1933 году — 17. Здание мечети Шейха Мухаммеда использовалось как клуб. В 1975 году в результате короткого замыкания в электросети здание мечети полностью сгорело. В 1980-х годах местная община провела ремонт мечети. Выполняя ремонтные работы, местные жители обнаружили надпись о платане, посаженном около мечети. В надписи отмечается, что платан, который считается священным («Пир-чинар»), был посажен шейхом Сафаи в 1568 году. В 1989 году на территории, где располагалась в том числе и мечеть, был создан Государственный историко-культурный заповедник «Басгал».

### Археологические раскопки
В 2019 году по запросу Государственного агентства по туризму Азербайджанской Республики экспедиция Института археологии и этнографии Национальной академии наук Азербайджана под руководством профессора Гафара Джабиева провела археологические исследования внутри и во дворе мечети шейха Мухаммеда. Внутри мечети были обнаружены остатки мечети меньшего размера, квадратной формы и в стиле исламской архитектуры периода Ширваншахов. Во время раскопок на этой территории также было обнаружено несколько надписей.

## Фотографии

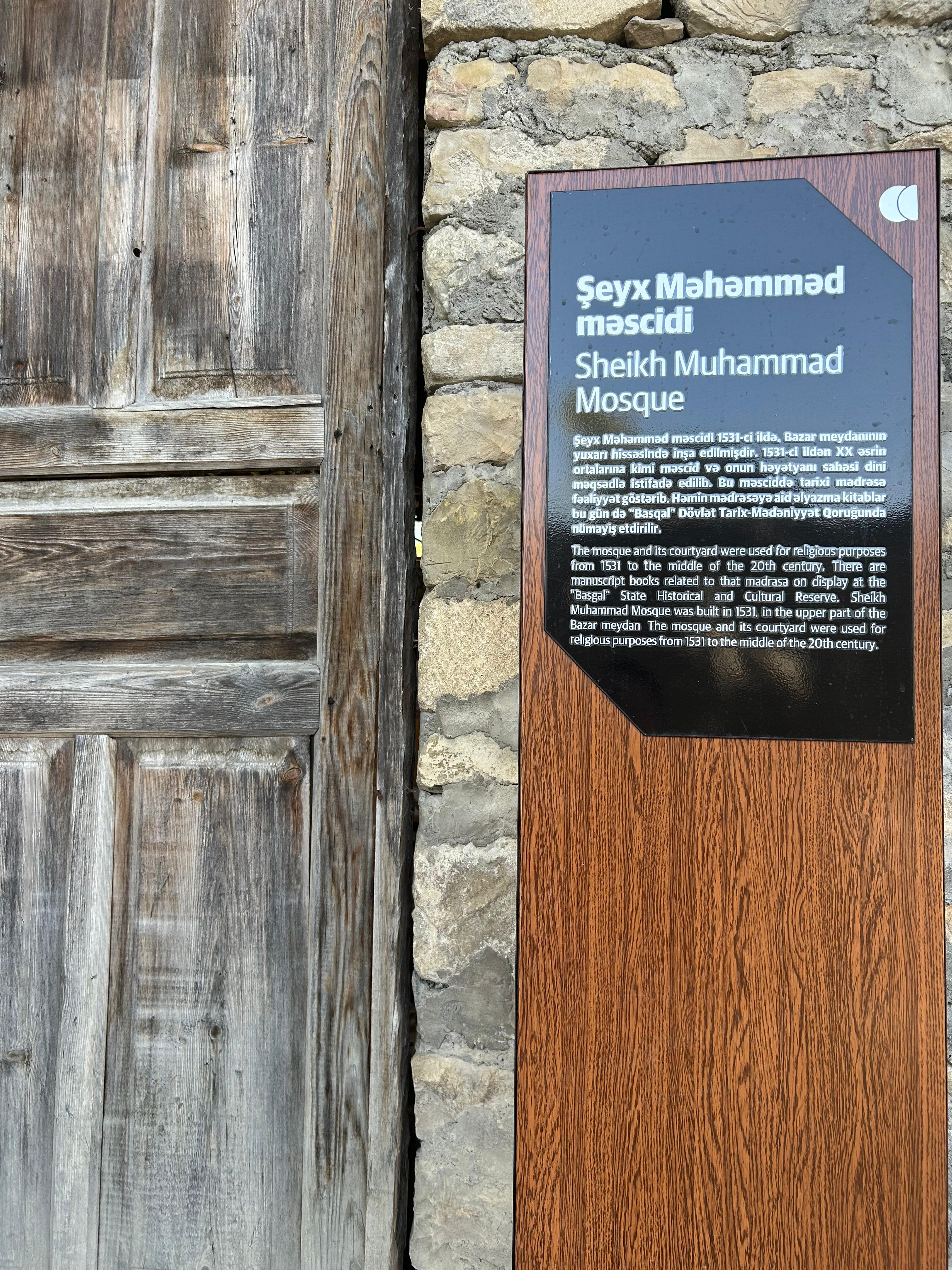
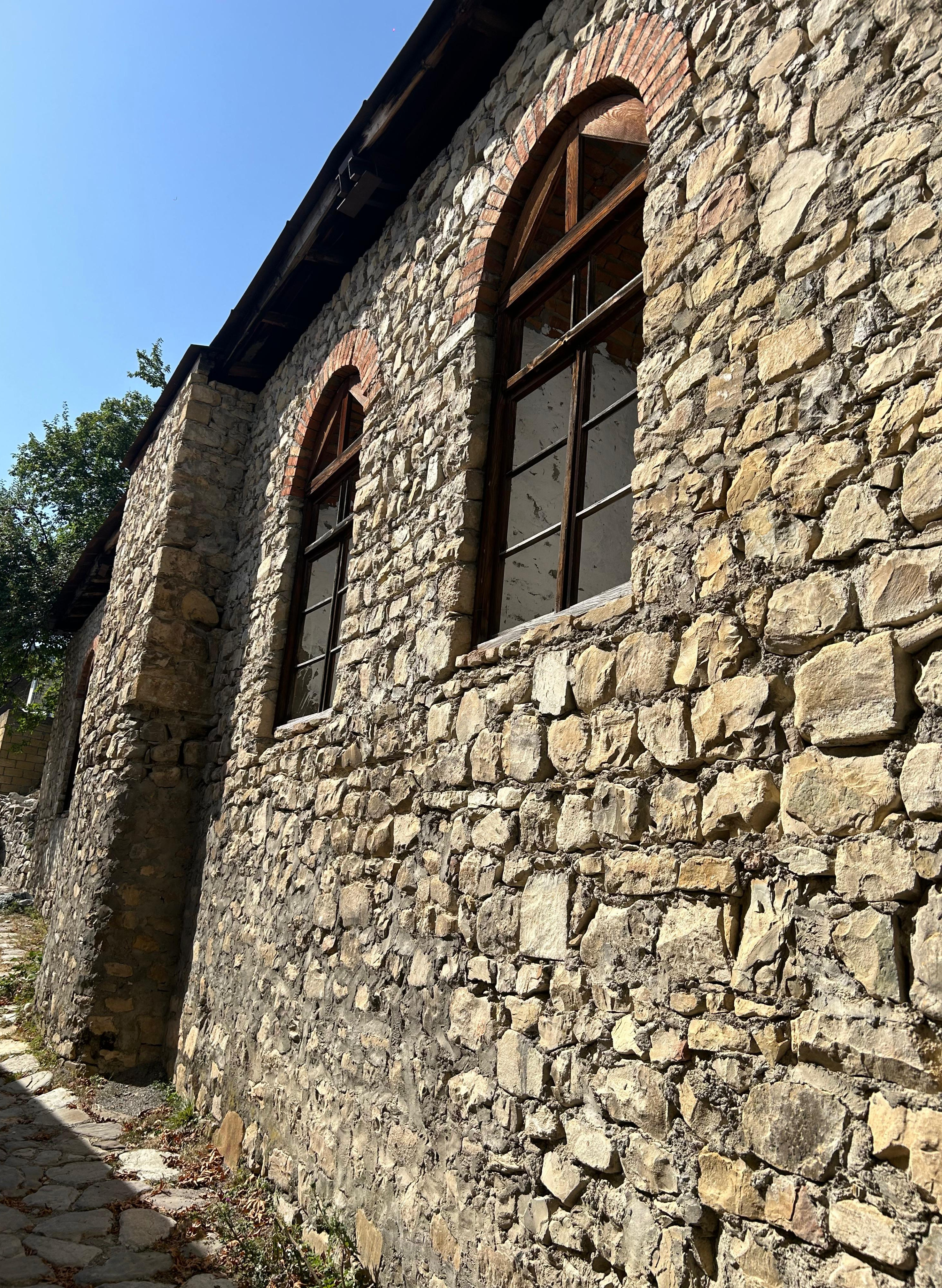
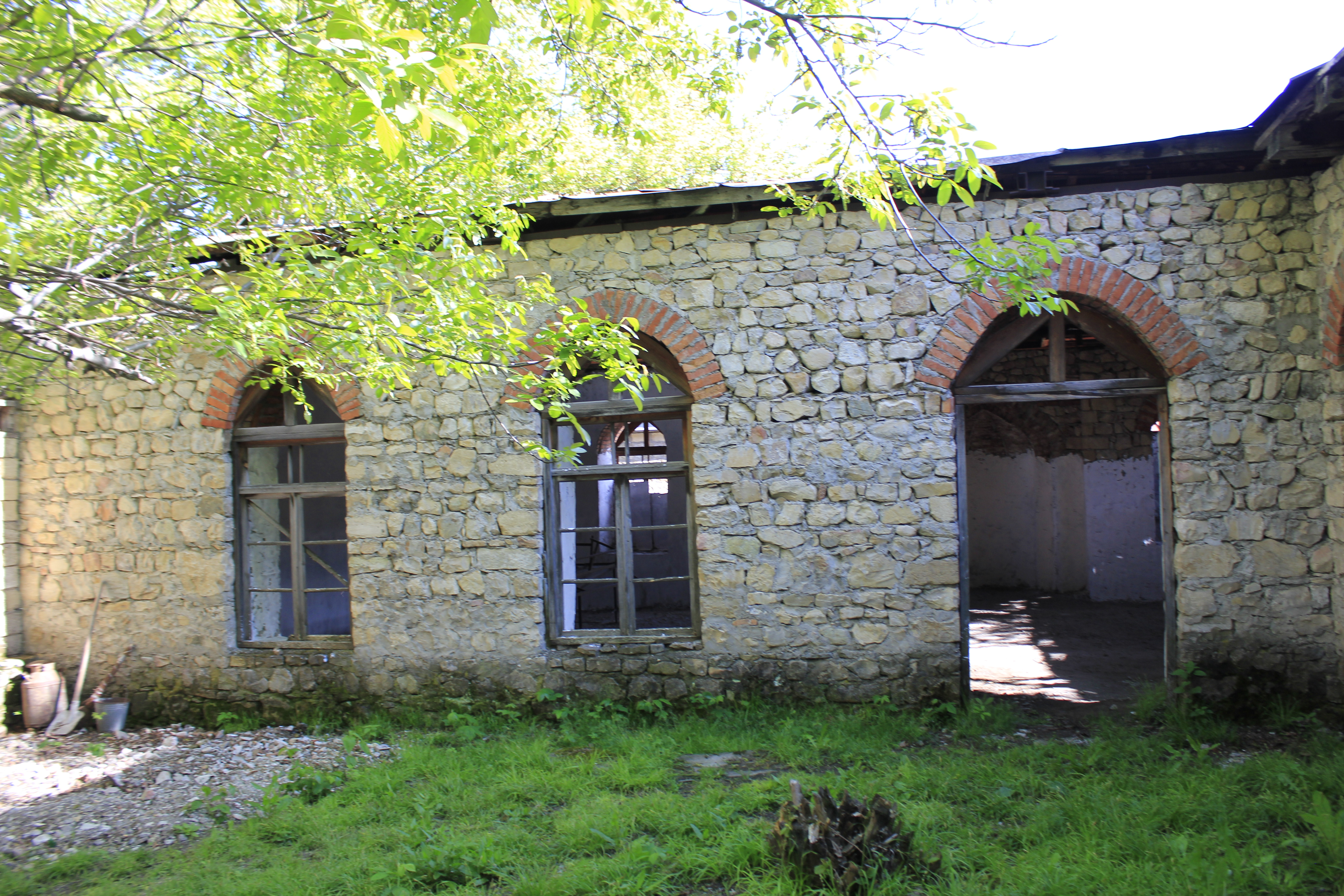
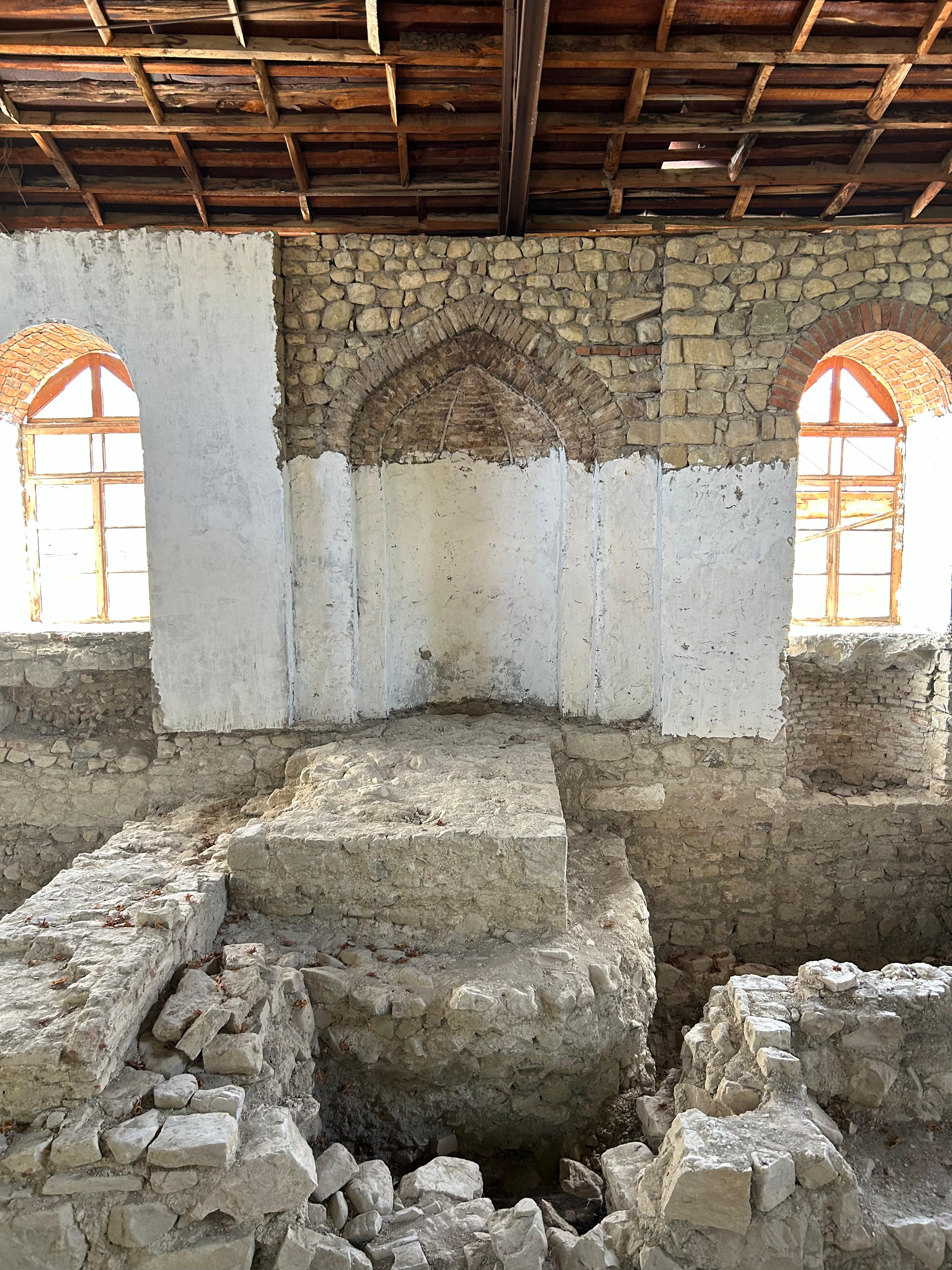
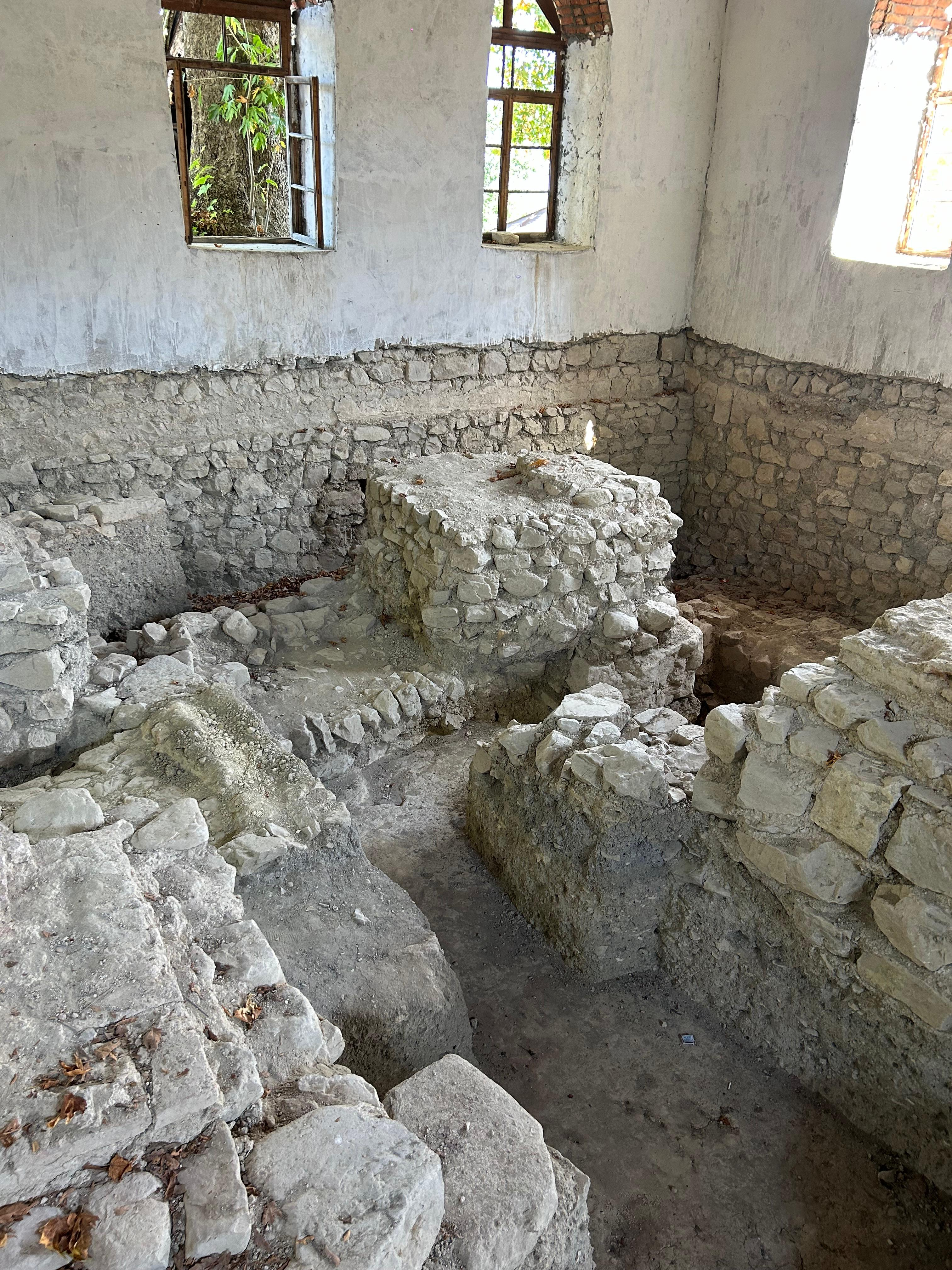
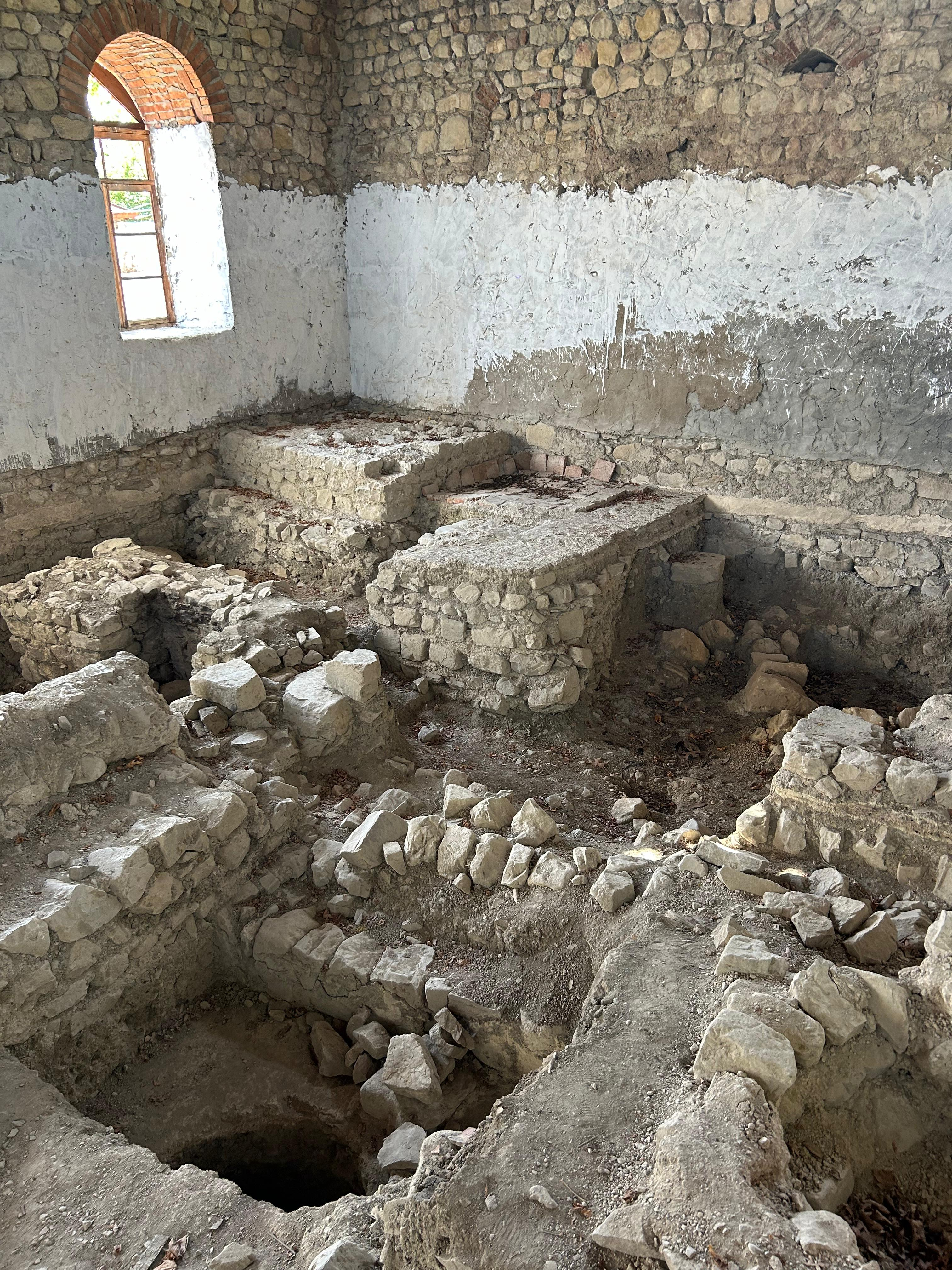